# Machimus subdolus
Machimus subdolus är en tvåvingeart som beskrevs av Friedrich Hermann Loew 1871. Machimus subdolus ingår i släktet Machimus och familjen rovflugor. Inga underarter finns listade i Catalogue of Life.